# Thilmera
thilmera（シルメラ）は、2001年にCPUとメモリのモニタリングツールとして個人開発されたMicrosoft Windows用フリーウェア。
2009年7月にリメイク版がVectorに収録され、認知されるようになった。元は古いツールだが、参照の殆どをダイナミックリンクで行っているため、Windows 95からWindows 7までの多くのWindows系OSで動作する。
現在は単純なCPU使用率やメモリ量だけではなく、CPUやグラフィックカード、ハードディスクの温度表示や、ディスク、ネットワークの転送率の表示などを、特別なインストールを必要とせずに手軽に表示できるコンパクトなハードウェア監視ツールとなっている。
最大の特徴は、画像を一切使わないという点で、1ドット単位でデザインされた3×5ドット文字を中心に、可能なかぎり小さくデータを表示できるようなコンセプトで、表示に関してのストレスを限りなく減らす配慮がされている。なお、5x7や6x10などのフォントも搭載されており、任意のWindowsフォントでデータを表示する事もできる。
　マウスオーバーによる一時非表示機能や、カーソル操作透過機能などもあり、ウィンドウの下を操作したい場合にも邪魔にならない設定が可能。
　また、ネイティブなTCP通信により、主にイントラネットでの利用を目的としたリアルタイム表示情報データシェア機能を搭載し、複数のPC情報の一斉管理、及び、離れた場所のPCの情報表示なども可能となった事など、他の同系ツールと差別化を図る独自の機能拡張を展開している。